# 沙比爾人
沙比爾人，是生活在里海與北高加索一帶的古代部落。他們有匈人与突厥血統,但是名稱與鮮卑有關,他們因受阿瓦爾人攻擊。向前推擠撒拉古爾與烏戈爾部落。
他們在461年過伏爾加河,515年入阿塞拜疆受波斯帝国人保護。在552年與波斯帝国反阿瓦爾人。後被西突厥統治,在700年時被可薩人與保加爾人同化,楚瓦什人中有一suar部落,就是他們。